# Anna Rita Del Piano
Anna Rita Del Piano (sinh ngày 26 tháng 7 năm 1966) là một diễn viên kiêm người mẫu thời trang Ý.